# Caso degli emoderivati infetti in Francia
Il caso del sangue e degli emoderivati infetti in Francia ha inizio nell'aprile 1991 quando il medico e giornalista Anne-Marie Casteret pubblica un articolo sul settimanale L'Événement du jeudi in cui dimostra che il centro nazionale per la trasfusione del sangue ha consciamente distribuito agli emofilici emoderivati infetti dall'HIV nel periodo che va dal 1984 al 1985.
L'8 gennaio 1985 gli Abbott Laboratories, una multinazionale statunitense attiva nel settore sanitario, ha richiesto alle autorità francesi un'autorizzazione alla messa in commercio di una strumentazione per ricercare la presenza dell'HIV nel sangue. La concessione dell'autorizzazione venne ritardata in quanto il governo stava attendendo il rilascio di un'analoga strumentazione da parte di un'azienda francese.
Nel 1992 la giornalista Anne-Marie Casteret ha pubblicato un libro intitolato L'affaire du sang in cui ha confutato la tesi secondo cui nel 1985 nessuno era a conoscenza che il trattamento termico del plasma permetteva l'inattivazione virale dell'HIV. Nel libro sono state esposte prove che già nel 1983 i ricercatori avevano avanzato questa ipotesi.
Nel 1999, l'ex primo ministro socialista Lauren Fabius, l'ex ministro degli affari sociali Georgina Dufoix e l'ex ministro della salute Edmond Herve sono stati accusati di omicidio colposo. La corte di giustizia francese ha riconosciuto colpevole Hedmond Herve e ha assolto Fabius e Dufoix. Sebbene Herve sia stato dichiarato colpevole, non ha ricevuto alcuna condanna.